# Schieszlova vila
Schieszlova vila se nachází v Tiché ulici na Smíchově v Praze 5, nad jižními svahy Petřína. Byla vybudována v roce 1912 a nachází se v památkové zóně. Je spojena s osobností československého politika Josefa Schieszla (1876–1970), který za první republiky patřil k nejbližším spolupracovníkům prezidentů T. G. Masaryka a Edvarda Beneše.
Majitelem vily je firma Tichá 5, jejímž jednatelem je developer Martin Kulík. Za ní stojí celkem 16 provázaných kyperských společností, není tak zřejmé, kdo za ní ve skutečnosti stojí. Vlastník plánuje demolici vily a její nahrazení pětipodlažním domem, který bude zasahovat až do přilehlých zahrad.

## Demolice
Stavební úřad Prahy 5 na konci května 2023 povolil demolici vily. Stalo se tak přesto, že Městská část Praha 5 s odstraněním vily nesouhlasila. „Rozporovali jsme zejména to, že po stavebních úpravách a dostavbě vily Tichá 6 dojde k nevhodné změně stavby, která nebude odpovídat charakteru vilové čtvrti,“ uvedl místostarosta Radek Janoušek (Praha 5 sobě). Současně úřad umožnil výstavbu nového objektu o užitné ploše 1566 metrů čtverečních.
Proti demolici vily vznikla internetová petice, kterou podepsalo asi 2700 lidí.
„Dům je potvrzením kvality stavebnictví 1. republiky s řadou dobrých detailů a harmonických proporcí. Navíc neoddiskutovatelná hodnota je historie domu. Pokud chceme začít na zelené louce, ať buldozery vyjedou. Pokud nás něco pojí s masarykovskou demokracií, nechme dům dýchat,“ komentoval záměr architekt David Vávra.
Dne 9. listopadu byla přes protesty místních obyvatel zahájena demolice vily. Bourání odsoudil také náměstek pražského primátora pro kulturu Jiří Pospíšil. Ministerstvo kultury vyzvalo k pozastavení prací. Z rozhodnutí pražského magistrátu byla v prosinci 2023 pozastavena platnost vydaného stavebního povolení a bylo nařízeno zastavení demoličních prací.

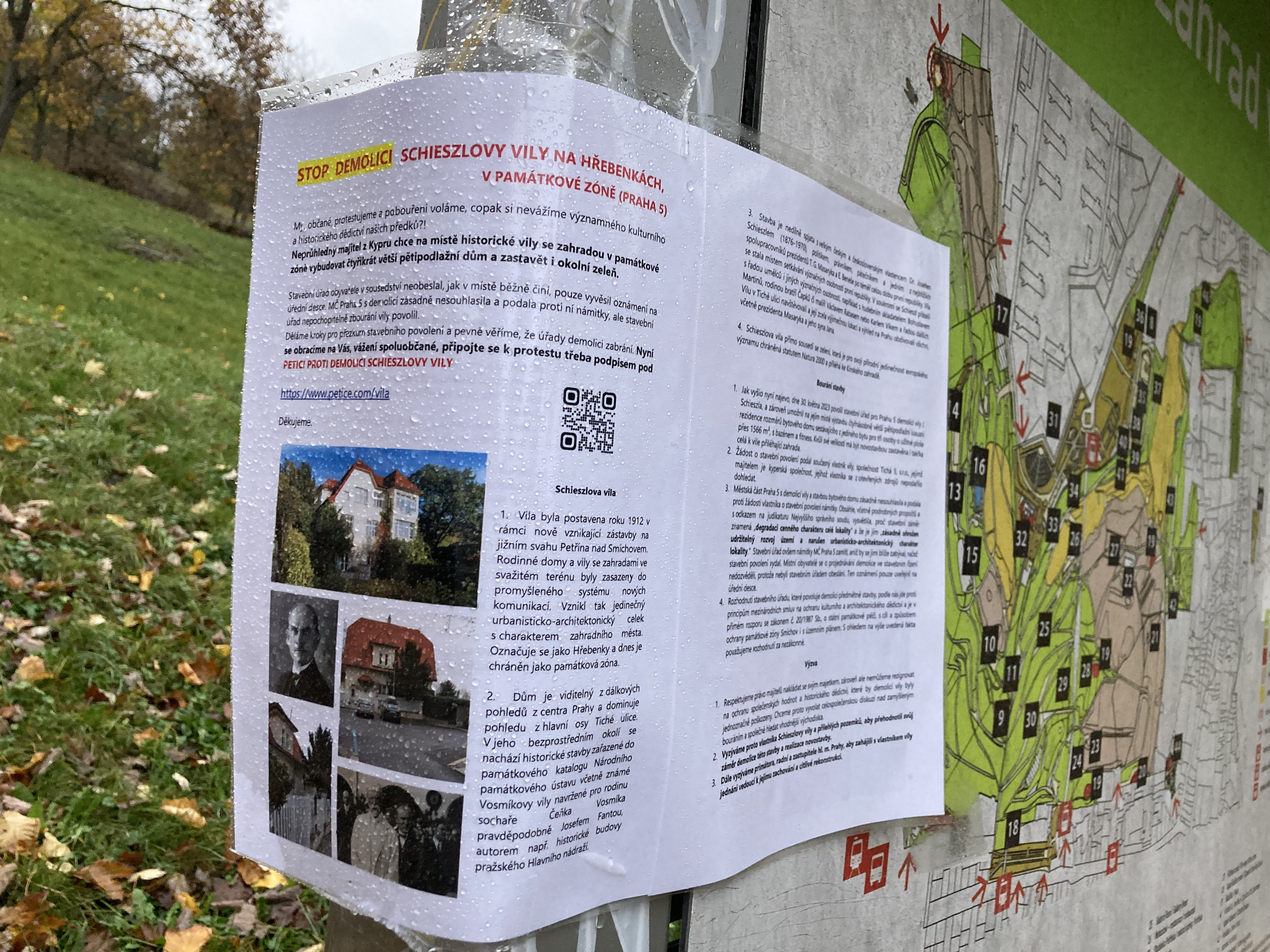
Leták proti demolici vily
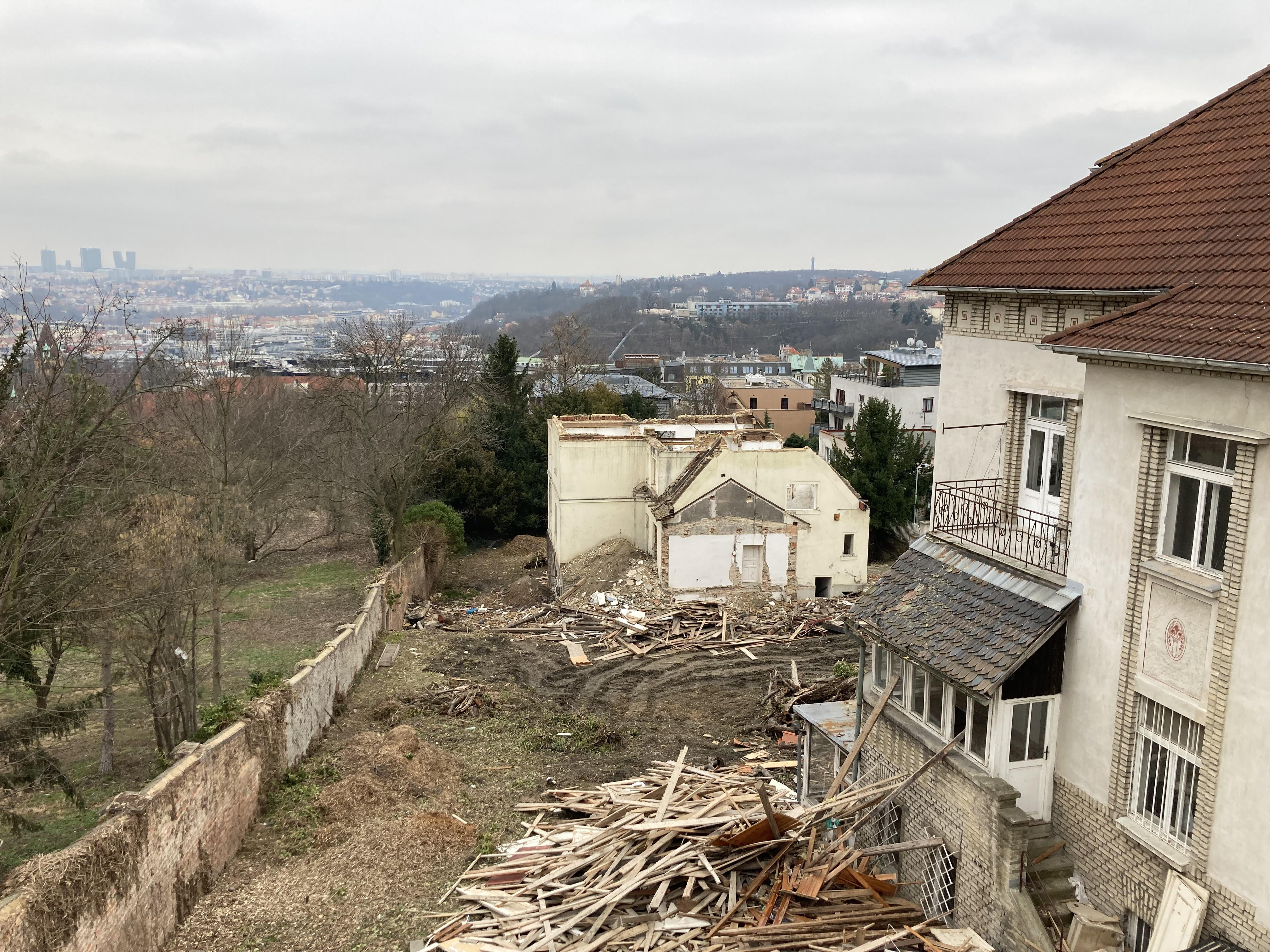
Vila po přerušení demolice (pohled od severu, únor 2024)
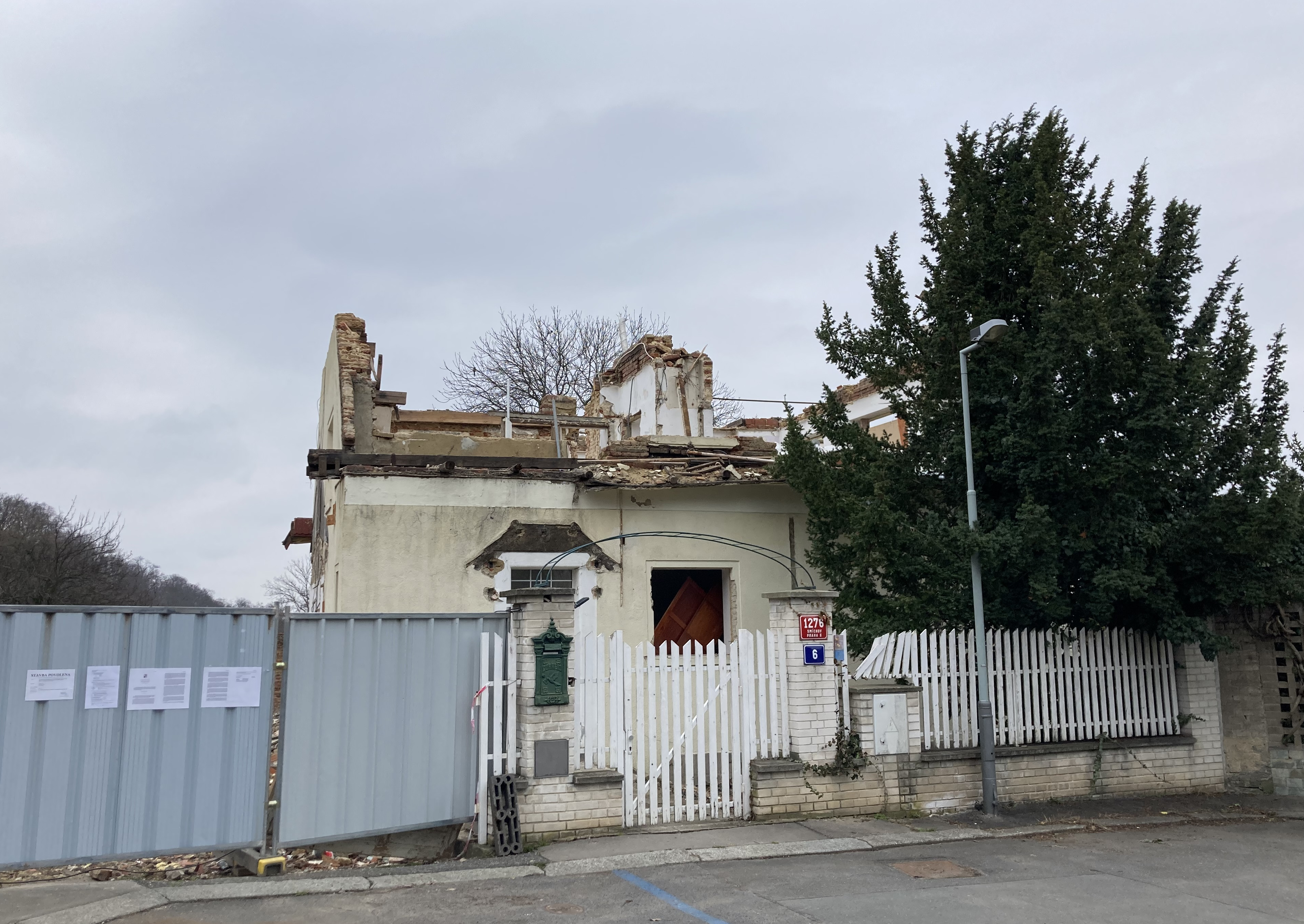
Vila po přerušení demolice (pohled z Tiché ulice, únor 2024)